# رافاييل غوميز (سياسي)
رافاييل غوميز (بالإسبانية: Rafael Gómez Montoya )‏ (و. 1967  م) هو سياسي، وعالم جريمة إسباني، ولد في مدريد، هو عضوٌ حزب العمال الاشتراكي الإسباني (منذ 1986)، وهو عضوٌ حزب العمال الاشتراكي الإسباني.

## مناصب
تولى منصب عضو جمعية مدريد ‏ (منذ 11 يونيو 2019)
- عضو جمعية مدريد  [لغات أخرى]‏ (9 يونيو 2015–2 أبريل 2019)
- عمدة ليغانيس (9 يوليو 2007–11 يونيو 2011)
- عضو جمعية مدريد  [لغات أخرى]‏ (12 نوفمبر 2003–3 أبريل 2007)
- عضو جمعية مدريد  [لغات أخرى]‏ (10 يونيو 2003–30 أغسطس 2003)

.